# John Foss
John Nathanael Foss (* 8. Oktober 1936 in Lewiston (Maine); † 24. Januar 2023) war ein US-amerikanischer Jazz- und Studiomusiker (Trompete, Flügelhorn).

## Leben und Wirken
Foss besuchte Schulen in Lewiston, bevor seine Familie nach Pittsfield zog, wo er seinen Abschluss am Maine Central Institute machte. Anschließend studierte er am New England Conservatory of Music und machte 1959 seinen Abschluss. Anschließend leistete er bei der US-Navy den Militärdienst ab, wo er an der Navy School of Music unterrichtete und mit der Navy Band als Trompetensolist auf Tournee ging. Während seiner Stationierung in Washington, D.C. sang er in einem Chor unter der Leitung von Igor Strawinsky.
Nach seiner Entlassung 1961 zog Foss nach Las Vegas, wo er über 15 Jahre lang im Tommy Dorsey Orchestra (Ghost Band) und in Hausbands arbeitete, die u. a. Della Reese, Wayne Newton, Peggy Lee, Maynard Ferguson, Doc Severinsen und Frank Sinatra Jr. bei ihren Auftritten unterstützten. Im Dezember 1963 aß John Foss mit Sinatra in dessen Zimmer im Harrah’s Club in Lake Tahoe zu Abend, als zwei Männer, die sich als Zimmerservice ausgaben, den Sänger entführten und ihn gefesselt zurückließen; nachdem er sich befreit hatte, informierte er die Polizei.
Mitte der 1970er Jahre wurde Foss Mitglied der Begleitband der Beach Boys für eine Welttournee. Seine Verbindungen zu den Mitgliedern der Band hielten noch lange nach dem Ende der Tour an: Als Studiomusiker wirkte er am Beach-Boys-Album M.I.U. Album (1978) als Saxophonist mit; außerdem arbeitete er u. a. mit Jean Dattas und Terence Judd (The Music of Jean Dattas, 1975), Dennis Wilson (Pacific Ocean Blue, 1977), Linda Williams (City Living, 1979) und Roy Clark (Timeless: The Classic Concert Performances).
Foss zog dann nach Los Angeles und arbeitete zeitweise als Landschaftsgärtner. In den frühen 1980er Jahren kehrte er nach Maine zurück, ließ sich in Augusta nieder und erhielt eine Anstellung an der Erskine Academy. Dort baute er das Musikprogramm auf und unterrichtete als Musikpädagoge; er war der erste Empfänger des District III Music Educator of the Year Award. Daneben spielte er als Trompeter mit dem Richard Nelson Large Ensemble (Pursuit), den Port City Allstars, der Al Corey Big Band, der Phil Rich Big Band, dem Manchester Brass Ensemble, der Tony Boffa Band und dem Portland Jazz Orchestra. Er spielte außerdem in kleinen Trios, Quartetten und im Orchestern des Musiktheaters sowie als Begleiter von Martha and the Vandellas und Natalie Cole bei Auftritten in Maine. Als er 2003 von der Erskine Academy in den Ruhestand ging, nahm Foss seine Leidenschaft für die Landschaftsgestaltung auf seiner Farm in Palermo wieder auf, wo er und seine Frau Emily die letzten Jahre verbrachten.